# فجارا، گامبیا
فجارا (به لاتین: Fajara) یک محله در گامبیا است که در بانجول واقع شده‌است.